# Transport aérien d'animaux vivants
 (septembre 2021).
Le transport aérien des animaux vivants est un secteur qui concerne le déplacement par avion d'animaux d'une région à une autre. Il peut s'agir de la transportation d'animaux domestiques en tant que compagnons, de la relocation d'animaux sauvages pour des raisons de conservation de l'espèce, ou encore de la livraison d'animaux pour des fins commerciales telles que l'industrie alimentaire ou la reproduction. Le transport aérien des animaux vivants nécessite une planification minutieuse et une attention particulière aux besoins de chaque espèce pour garantir un voyage sûr et confortable.

## Réglementation
La réglementation relative au transport aérien d'animaux vivants est décrite dans le Règlement sur les animaux vivants ( LAR ) de l'Association du transport aérien international ( IATA ),,,. Ces réglementations couvrent le transport d'animaux de toutes sortes, y compris les espèces protégées et en voie de disparition, les animaux de laboratoire et les animaux de compagnie. La LAR contient les exigences mises à jour des compagnies aériennes et du gouvernement concernant le transport d'animaux vivants, telles que les exigences de manipulation, de marquage et d'étiquetage. Il fournit également des informations sur les documents nécessaires pour les expéditions, telles que la certification de l'expéditeur, la lettre de voiture, la notification du capitaine et une liste de contrôle d'acceptation des animaux vivants.
Le règlement de l'Union européenne 1/2005 couvre aussi la protection des animaux pendant le transport et les opérations connexes. Cette réglementation supranationale s'applique uniquement au transport de vertébrés. Le personnel concerné dans le transport d'animaux vivants doit être formé de manière adéquate et appropriée.
En plus de ces réglementations, les compagnies aériennes peuvent avoir leurs propres politiques concernant le transport d'animaux vivants. Par exemple, les animaux domestiques peuvent être expédiés en tant que fret s'ils ne sont pas accompagnés, et de nombreux services de fret des compagnies aériennes emploient des spécialistes du transport des animaux. Les animaux doivent toujours être transportés dans des cales pressurisées. Certaines compagnies aériennes autorisent le transport de cage si elle tient sous le siège.